# Космічні медузи
Космічні медузи — атмосферне явище, пов'язане із запуском космічних ракет, який іноді приймають за НЛО. Воно пояснюється відбиванням світла від вихлопних газів ракети, які частково розсіюються в атмосфері перед світанком або після заходу сонця. Спостерігати можна тоді, коли Сонце ще/вже не освітлює поверхню Землі, але його промені потрапляють на інверсійний слід від ракети, розташований на великій висоті.
Прояви цього явища призводили до паніки з приводу вторгнення іншопланетян, ядерного бомбардування, страху перед НЛО.

## Деякі відомі випадки
| Запуск ракети                |  | Ракета                                      | Дата              | Місце                                                        | Опис | Посилання            |
| ---------------------------- |  | ------------------------------------------- | ----------------- | ------------------------------------------------------------ | --- | -------------------- |
| 62-й політ SpaceX Falcon 9   |  | SAOCOM 1A                                   | 8 жовтня 2018     | Каліфорнія                                                   | Запуск із західного берега Каліфорнії на заході спричинив повідомлення про спостереження НЛО.                                   | [ 10 ] [ 11 ] [ 12 ] |
| 57-й політ SpaceX Falcon 9   |  | SpaceX CRS-15                               | 29 червня 2018    | Флорида                                                      | Східний берег Флориди, перед світанком.                                                                                         | [ 1 ]                |
| Запуск Союз-2.1.b            |  | Супутник Глонасс-M                          | 17 червня 2018    | Європейська територія Росії                                  | Запуск з космодрому Плесецьк, політ над Нижнім Новгородом і Казанню.                                                            | [ 13 ] [ 8 ] [ 9 ]   |
| 46-й політ SpaceX Falcon 9   |  | SpaceX Iridium 4                            | 22 грудня 2017    | Каліфорнія                                                   | Запуск з західного берега Каліфорнії, після заходу сонця.                                                                       | [ 14 ]               |
| Atlas V 551 AV-056           |  | MUOS -4                                     | 2 вересня 2015    | Флорида                                                      | Мис Канаверал, перед світанком.                                                                                                 | [ 15 ] [ 16 ]        |
|                              |  | Супутник спостереження за погодою Метеор-M2 | 8 липня 2014      | Казахстан                                                    | Запущений з космодрому Байконур.                                                                                                | [ 17 ]               |
| Випробування ракети Тополь-М |  | 10 жовтня 2013                              | Росія — Казахстан | Запущена з Капустиного Яру (Росія) в Сари-Шаган (Казахстан). | [ 18 ] |                      |
|                              |  | Космос 1188                                 | 14 червня 2000    | Московська область                                           | Запуск з космодрому Плесецьк привів до утворення гігантської, схожої на медузу фігури, яку було видно в Москві і Твері.         | [ 19 ]               |
|                              |  | Космос-955                                  | 20 вересня 1977   | Північна Європа                                              | Спостереження Медузоподібної газової хмари від ракети, запущеної з космодрому Плесецьк, отримало назву Петрозаводський феномен. | [ 20 ]               |